# Palazzo d'Avalos
Il palazzo d'Avalos è sito a Vasto, in provincia di Chieti, un tempo residenza dei marchesi del Vasto, fino al 1806.

## Storia

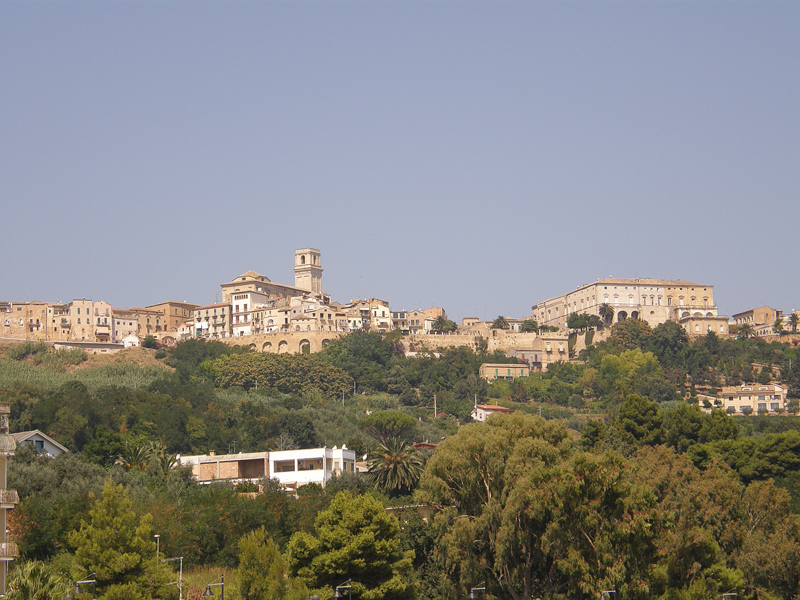
La Chiesa di Santa Maria Maggiore (a sinistra) e il grande complesso del palazzo d'Avalos

Secondo alcune ipotesi la sua origine è medievale, ma mancano dati certi, tuttavia la prima menzione è in un atto riportato dal cronista seicentesco Nicola Alfonso Viti che cita il condottiero Giacomo Caldora, feudatario di Vasto, che nel 1427 sanziona un indennizzo per i frati agostiniani poiché egli stesso ha utilizzato parte del loro orto o giardino e dimorato nella relativa fabbrica. Ciò, forse starebbe a provare che il nobile di Vasto non avrebbe restaurato un vecchio edificio ma ne avrebbe costruito uno nuovo di zecca. Successivamente questo palazzo viene elogiato per la sua magnificenza, tra cui Flavio Biondo nel XV secolo lo definisce "superbissimo", ma della costruzione originaria non rimangono altre descrizioni né in particolar modo immagini. Comunque l'esame dei muri fa intendere che il palazzo originario avesse all'incirca lo stesso perimetro, la stessa altezza e lo stesso numero di piani dell'attuale, tuttavia rimane qualche perplessità sul lato che dà sul mare che nel corso dei secoli ha subito molte modifiche. 

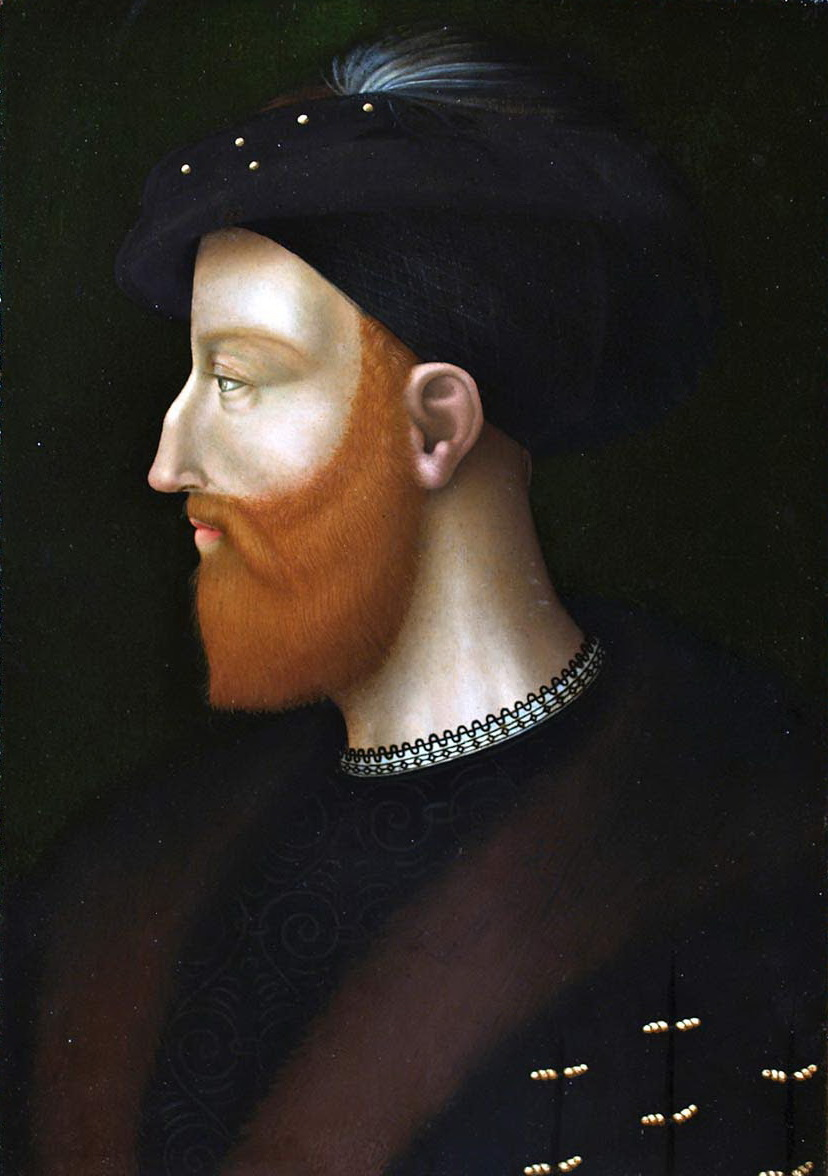
Francesco Ferdinando d'Avalos

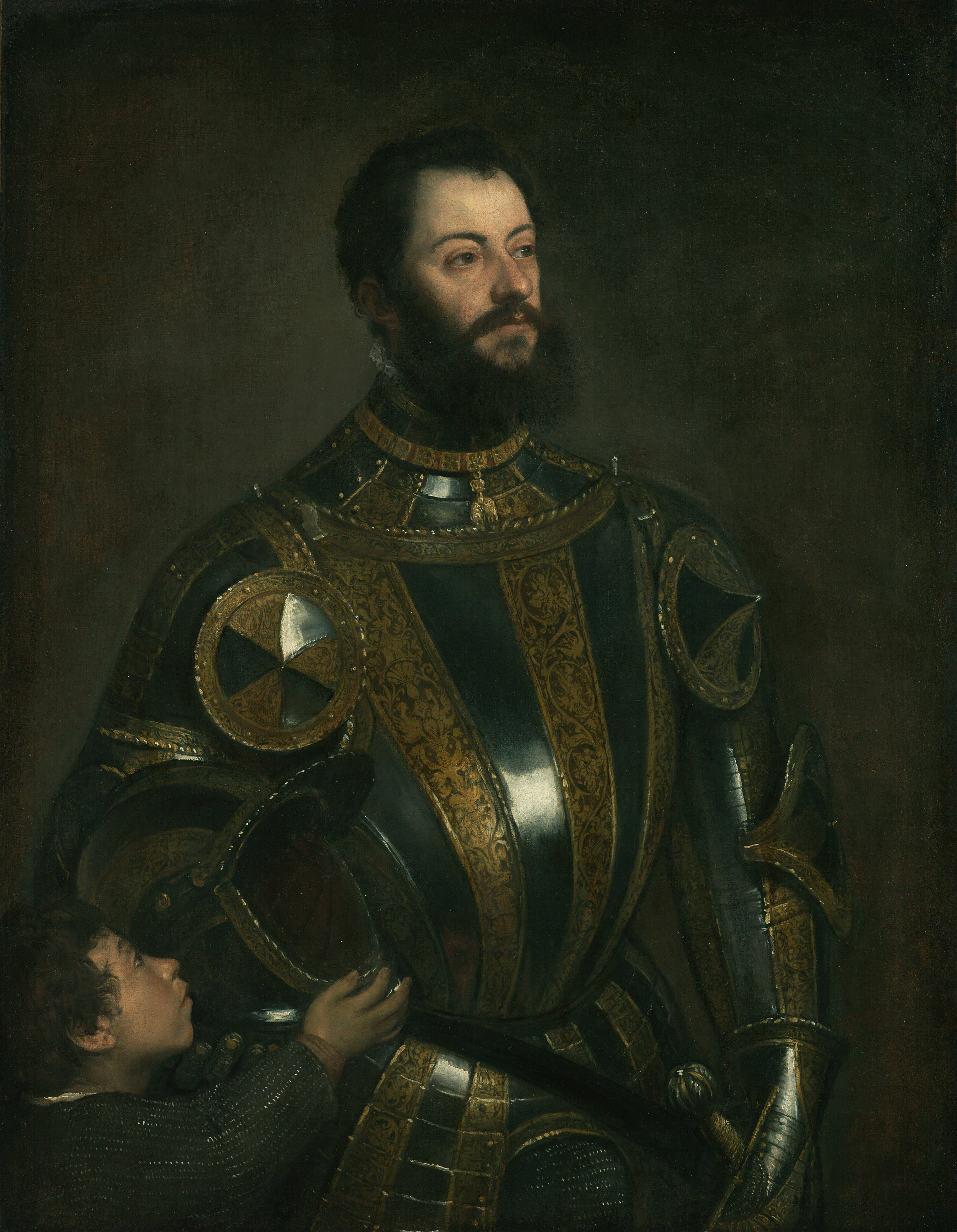
Alfonso III d'Avalos ritratto da Tiziano

Con la caduta dei Caldora Vasto venne concessa ai de Guevara a cui viene attribuito il completamento del fabbricato e dopo vari avvicendamenti Vasto nel 1496 passò ai d'Avalos. I d'Avalos preferirono questa dimora a discapito del castello e questo palazzo divenne, nella loro signoria, un centro direzionale di Vasto: nel palazzo dimoravano anche ufficiali, assessori ed altri funzionari oltre al vice-marchese che curava la rappresentanza dei feudatari in loro assenza. Nel 1456 forse il palazzo fu danneggiato da un terremoto, in seguito passò un periodo di oblio giacché il marchese Alfonso III si recava di rado nei suoi possedimenti abruzzesi. Per contro, nel 1552 furono ordinati dei restauri dal suo successore Francesco Ferdinando, un documento notarile custodito nell'Archivio di Stato di Lanciano attesta che i lavori principali interessarono volta, coperture, solai e tramezzature in legno. Nel 1566 Vasto fu interessata, come anche altri centri della costa adriatica dell'Italia meridionale, dall'incursione di Piyale Pascià. L'assalto ottomano a Vasto causò il saccheggio e la distruzione di diversi edifici, tra cui il palazzo d'Avalos. Sulla consistenza dei danni le fonti non sono chiare, alcune di esse informano che rimasero i muri perimetrali pericolanti. I solai, il tetto ed i muri divisori sicuramente andarono distrutti e verosimilmente restarono degli ambienti voltati al pianterreno e gran parte della zona nord, dove si preserva ancora il portale di accesso al piano nobile, mentre sono state portate di nuovo alla luce all'altezza del mezzanino due porte. 

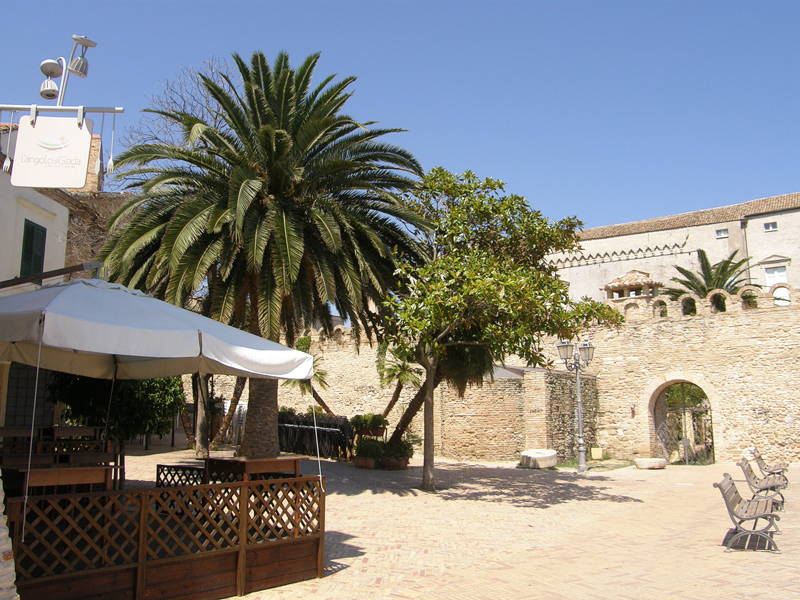
L'entrata laterale del palazzo

Per quanto concerne le finestre sul lato settentrionale, ancora nel 1742 una citazione attesta che "l'ornamenti sono alla Gotica", affermazione che lascia intendere che quella parete sia rimasta intatta. Il palazzo rimase diroccato fino al 1573 quando l'Università di Vasto ottenne da Isabella Gonzaga, vedova del marchese Francesco Ferdinando, il permesso di ristrutturare qualche locale dell'edificio come alloggio dell'ufficiale rappresentante, come anche per restaurare alcuni ruderi che stavano minacciando di crollare. Il rifacimento cominciò verosimilmente nell'angolo nord-ovest che corrisponde alla chiesa di sant'Agostino, attualmente chiamata chiesa di San Giuseppe, questi locali vennero chiamati, dopo il restauro, "quarto di Sant'Agostino". I restauri furono continuati dal cardinale Innico d'Avalos d'Aragona fratello di Francesco Ferdinando e tutore del figlio di questi Alfonso Felice. Da una sua lettera all'Università di Vasto apprendiamo che i lavori non erano ancora ultimati nel 1587. Il progetto della ricostruzione è ancora in fase di studio; lo storico locale Viti afferma che esso fu affidato a fra Valerio de Sanctis, conventuale di San Francesco. Ad ogni modo sul finire del secolo il palazzo fu ricostruito del tutto come attesta una lettera di Lavinia della Rovere, vedova di Alfonso Felice, da dove si evince che la cappella era già attiva. Nel 1630 il gabinetto ricoperto d'oro del piano nobile ospitò Maria Anna d'Asburgo mentre attraversò l'Abruzzo per andare in moglie al Re d'Ungheria. Nel 1629 fu edificata una fontana davanti al palazzo. Cesare Michelangelo d'Avalos, in seguito, apportò molte modifiche tra cui uno scalone, un teatro e la cisterna del cortile, nonché forse anche i tre archi posti su contrafforti. Il coinvolgimento di Cesare Michelangelo nelle vicende della congiura di Macchia e in seguito nella guerra di successione spagnola a fianco della fazione imperiale ne determinarono l'esilio tra il 1701 ed il 1713. In sua assenza il palazzo venne saccheggiato. Nel 1701 Cesare Michelangelo venne privato della signoria di Vasto, che venne conferita da Filippo V di Spagna ad Antonio Lante Montefeltro della Rovere, II duca di Bomarzo. In quel periodo venne redatto un inventario su disposizione della Regia Camera della Sommaria. Il confronto fra questo documento ed un altro inventario del 1742 redatto posteriormente alla morte di Cesare Michelangelo permette di comprendere le modifiche sostanziali da lui fatte tra cui lo spostamento del teatro, il frazionamento di una sala, la costruzione di una sala con annessa alcova nell'alloggio del marchese. Del 1778 è una piantina del pianterreno. Un terso inventario risalente al 1797 afferma che il palazzo è arredato. Durante l'invasione francese del 1799 il palazzo fu evacuato. In quest'occasione il palazzo fu utilizzato come alloggio per le truppe occupanti. Con l'eversione della feudalità i d'Avalos decisero di abitare a Napoli così il palazzo venne adibito a residenza privata, poi conobbe vari usi da abitazione a magazzino merci. Nel 1813 subì un bombardamento dalle navi inglesi. Nel 1820 vi fu la prima vendita da parte di carbonari di Vasto. Un quarto ed ultimo inventario risalente al 1818 attesta la decadenza avvenuta in un ventennio, epoca in cui il palazzo venne depredato dell'arredamento e gli interni vennero alterati. Prima del 1818 fu aggiunto un terrazzo su tre archi e contrafforti sul lato mare. Nel 1882 fu edificato un corpo basso, sempre sul lato mare, a ridosso del secondo terrazzo. Nel 1835 fu demolita la volta del gran salone posta sulla facciata, nel sito fu ricavato un appartamento. Così le stalle furono modificate in fondaci creando molte aperture sul pianterreno e le arcate prospicienti al cortile vennero tappate. Susseguentemente, sulla facciata principale vennero realizzate delle botteghe. Il teatro interno vide l'ultima messa in scena nel 1832 in onore di Ferdinando II di Borbone. Nel piano nobile, oltre ad avervi vissuto numerose famiglie, ha avuto sede il tribunale. Nel 1974 il comune di Vasto acquistò il palazzo dalla famiglia d'Avalos ed in seguito l'ha fatto restaurare installandovi i Musei di palazzo d'Avalos.

## Descrizione

### L'esterno

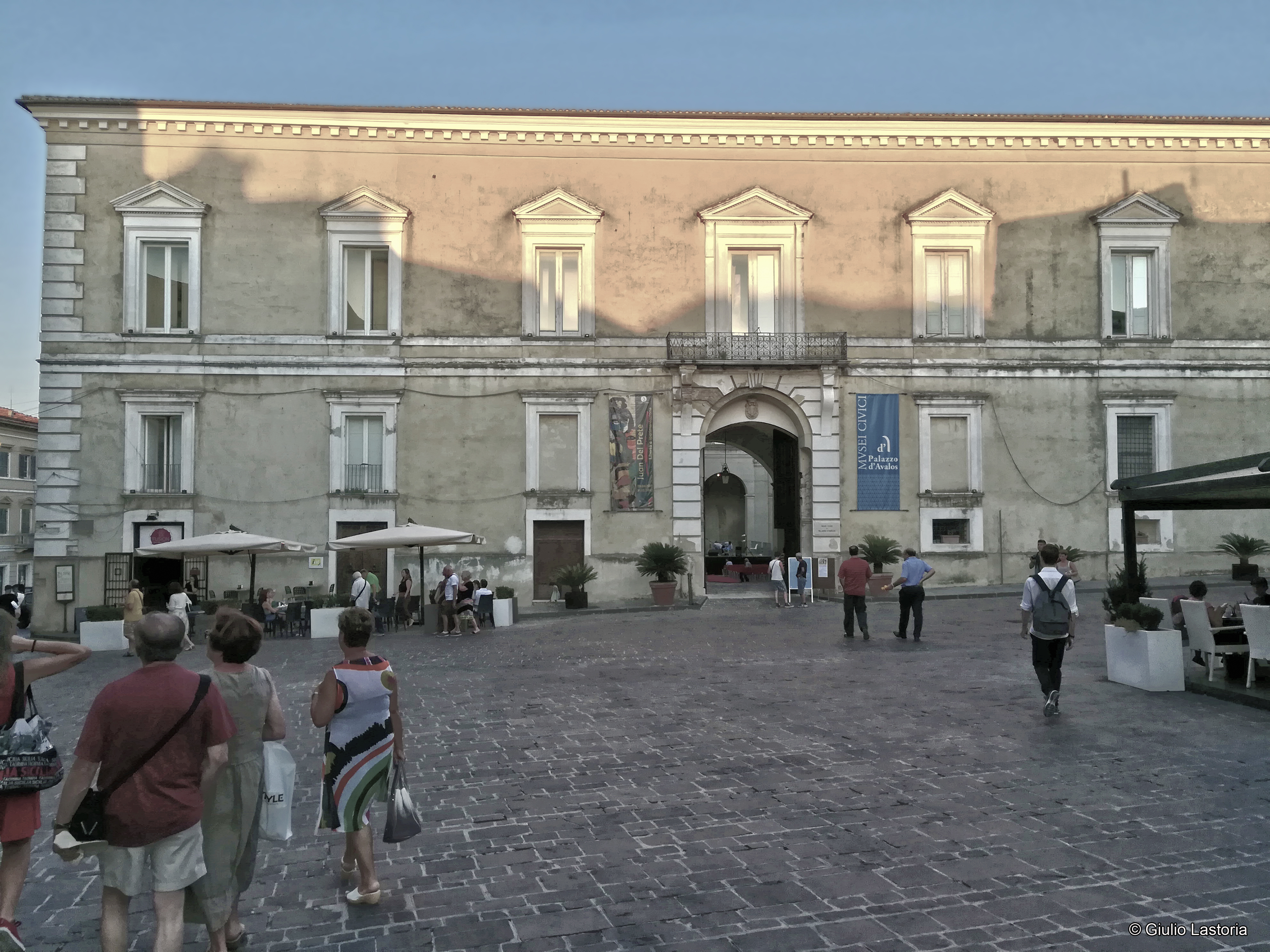
Palazzo d'Avalos, lato piazza Lucio Valerio Pudente
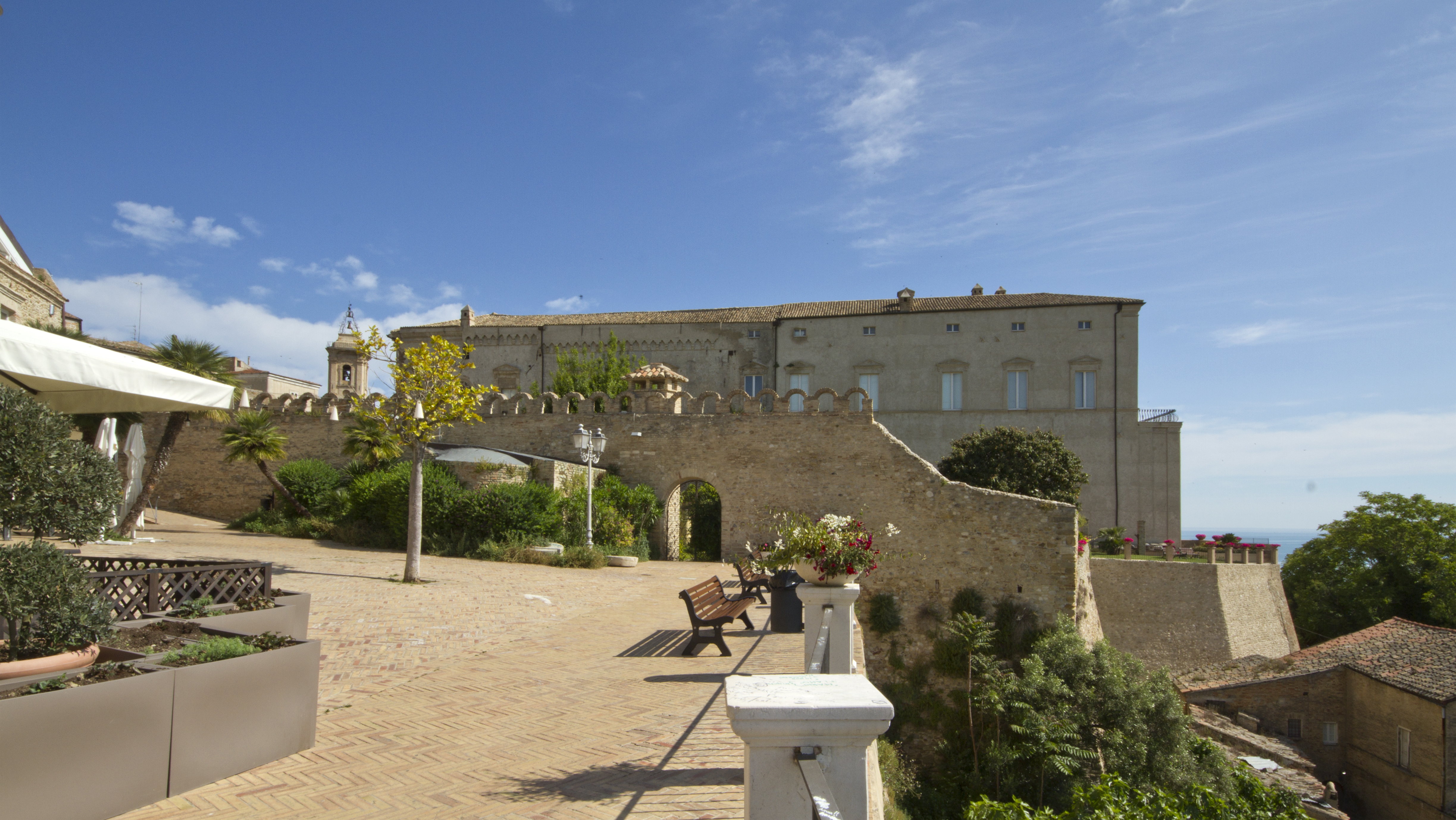
Ingresso laterale nel muro di cinta del giardino, lato loggia Amblingh
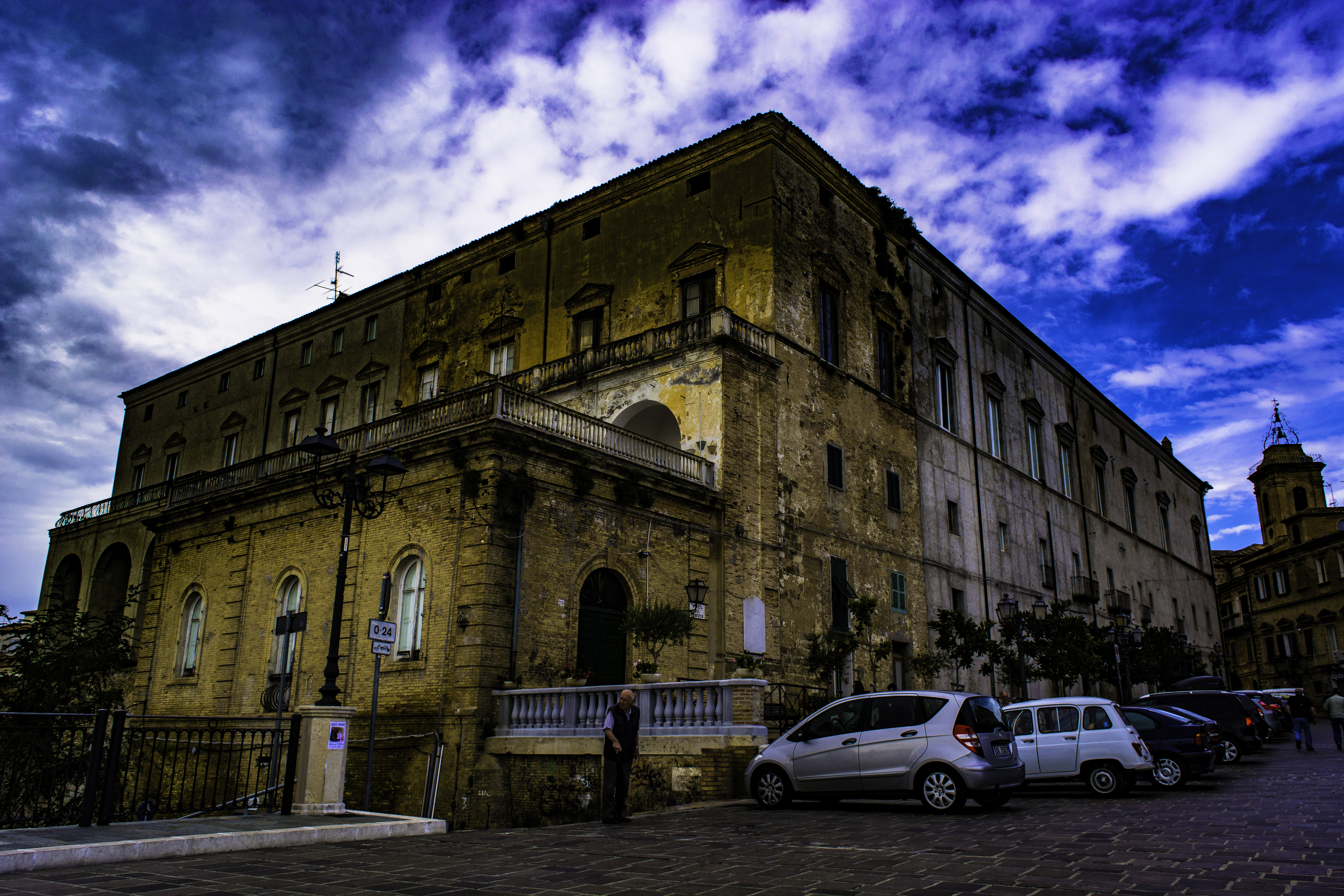
Palazzo d'Avalos, lato piazza del Popolo
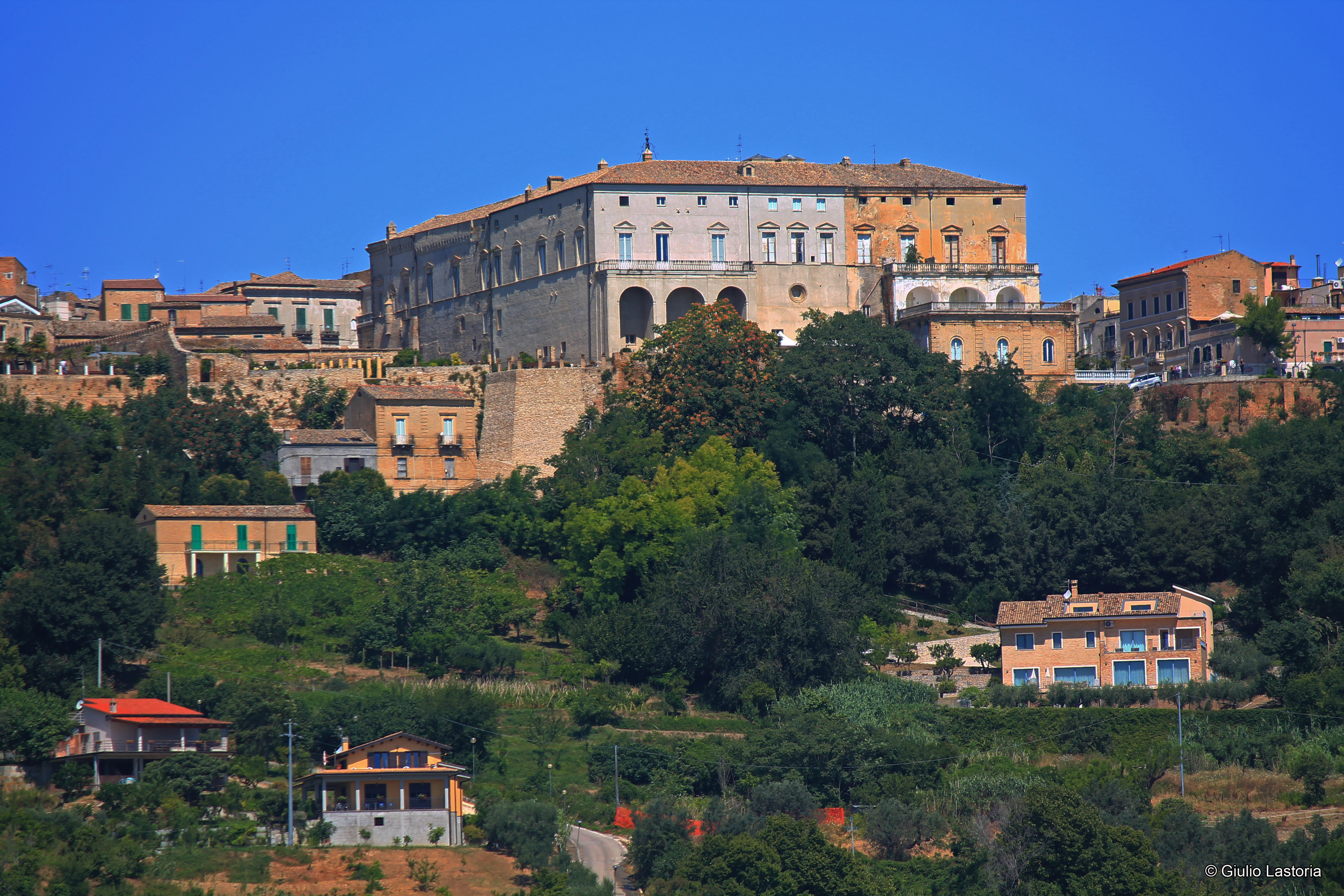
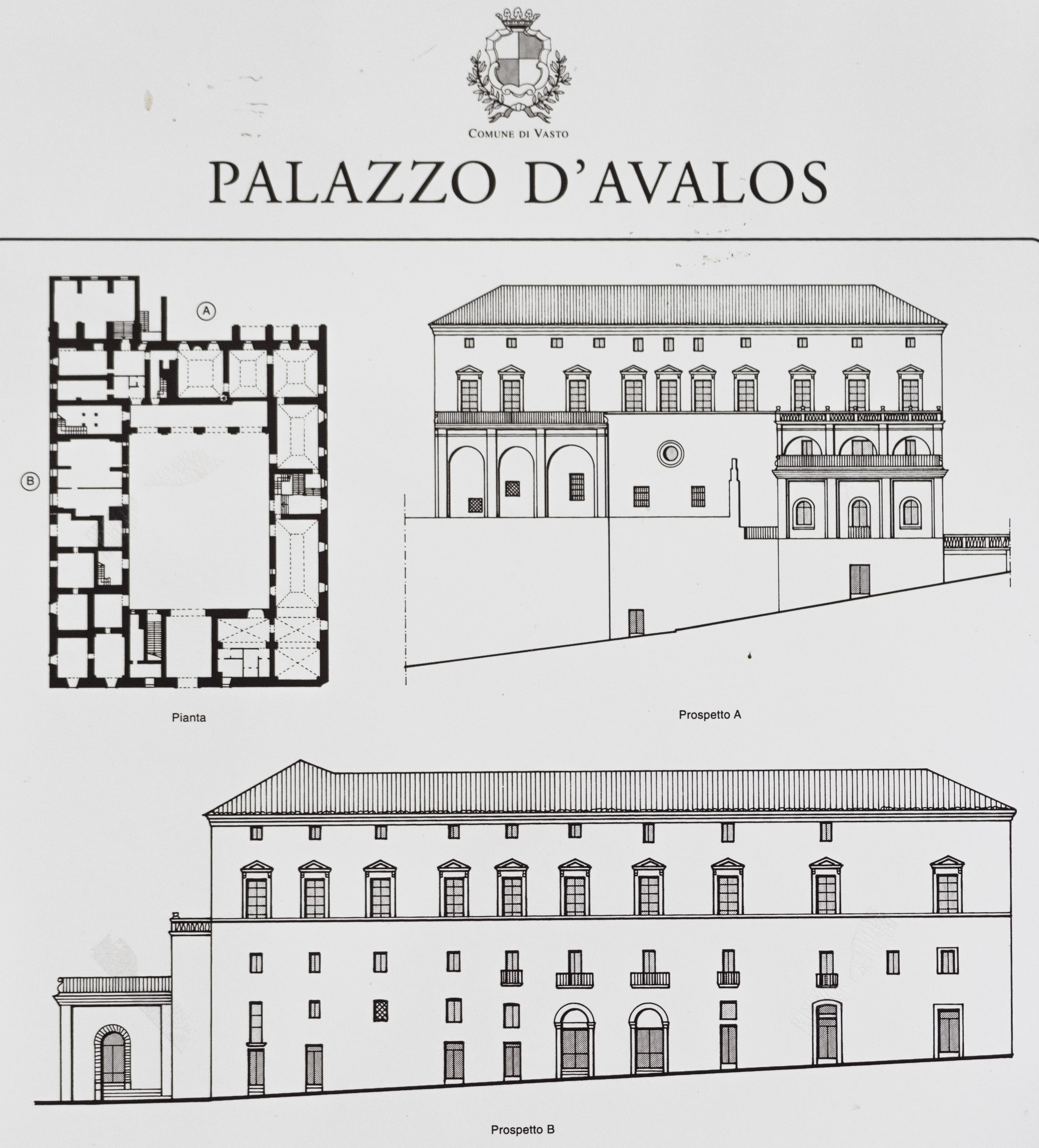
Planimetria del palazzo

- Il prospetto su piazza Lucio Valerio Pudente è dovuto alla ricostruzione avvenuta nel XVI secolo, il progettista ha scelto uno stile utilizzato a Roma: le finestre sormontate da un timpano, il cornicione a modiglioni, il portale e le pietre angolari bugnate. Al primo livello sono site tre botteghe. La facciata ha un andamento a scarpa con un leggero spiovente verso l'interno. All'angolo sinistro una colonna è stata riciclata come pietra angolare. Il portale, di cui sono riemersi gli stipiti e parte dell'archivolto scolpito, presenta un arco a sesto ribassato poggiante su piedritti secondo lo stile d'Angiò- Durazzo o catalano, una specie di tardo gotico con influenze franco-spagnole.[2]
- Il lato settentrionale sito su piazza del Popolo, ex largo del Palazzo, ha una forma irregolare dovuta alle irregolarità del terreno. Le finestre sul piano nobile poggiano sulla cornice marcapiano e sono sormontate da timpani sostenuti da piccole mensole. La facciata rispecchia lo stile del XVIII secolo napoletano ma realizzato nella seconda metà del secolo ed attribuito a Mario Gioffredo. Le varie aperture irregolari del pian terreno corrispondono ai vari ambienti di servizio che si trovavano in loco poi trasformati in fondaci ed abitazioni, tra cui sono degni di menzione: stalle, fienili, cucine, dispense e cantine.[2]
- Il lato orientale consta di due avancorpi con loggiato che sorreggono dei terrazzi siti al livello del piano nobile. Da documenti è possibile affermare che il loggiato sinistro è precedente il 1778 mentre il destro è posteriore il 1793, il secondo loggiato è celato da un corpo edilizio più recente. I terrazzamenti poggiano su terrapieno sorretto da robusti muraglioni. Al centro del prospetto in alto vi è un oculo con cornice in pietra.[2]
- Il lato sud dà sul giardino. In questa zona vi sono i ruderi dell'edificio edificato dai Caldora in parte custoditi nei rifacimenti seguenti e riaffiorati in recenti restauri. La porzione sinistra è cadenzata da una cornice di coronamento ad arcatelle trilobate poggianti su mensole spezzate su due livelli. Sempre sul lato sinistro di questa facciata, tra due finestre, è riemersa una bifora paragonabile allo stile flamboyant. Il portale murato è in stile della famiglia Durazzo, una finestra gotica è posta sopra il portale.[2]

### Il cortile

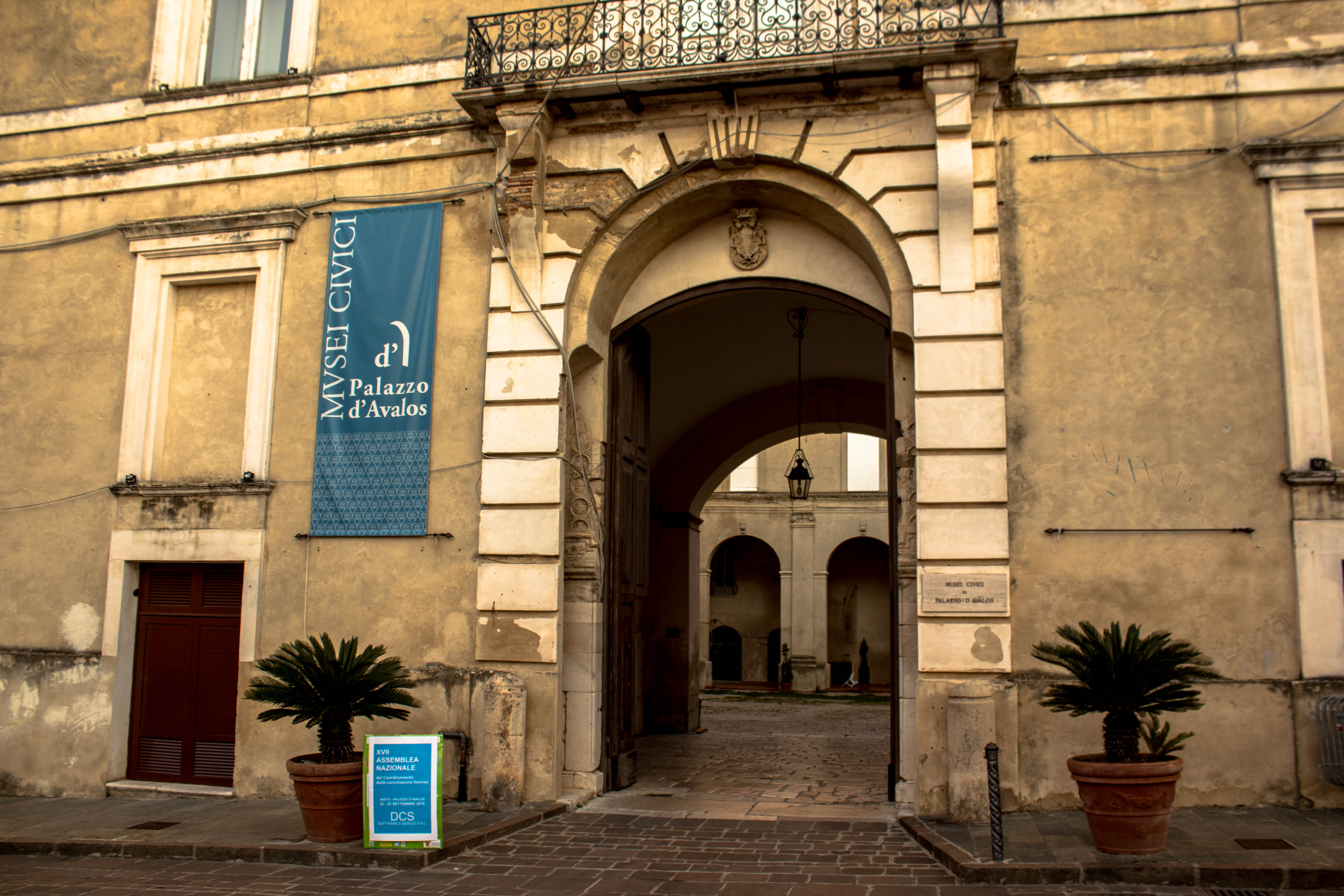
Ingresso principale
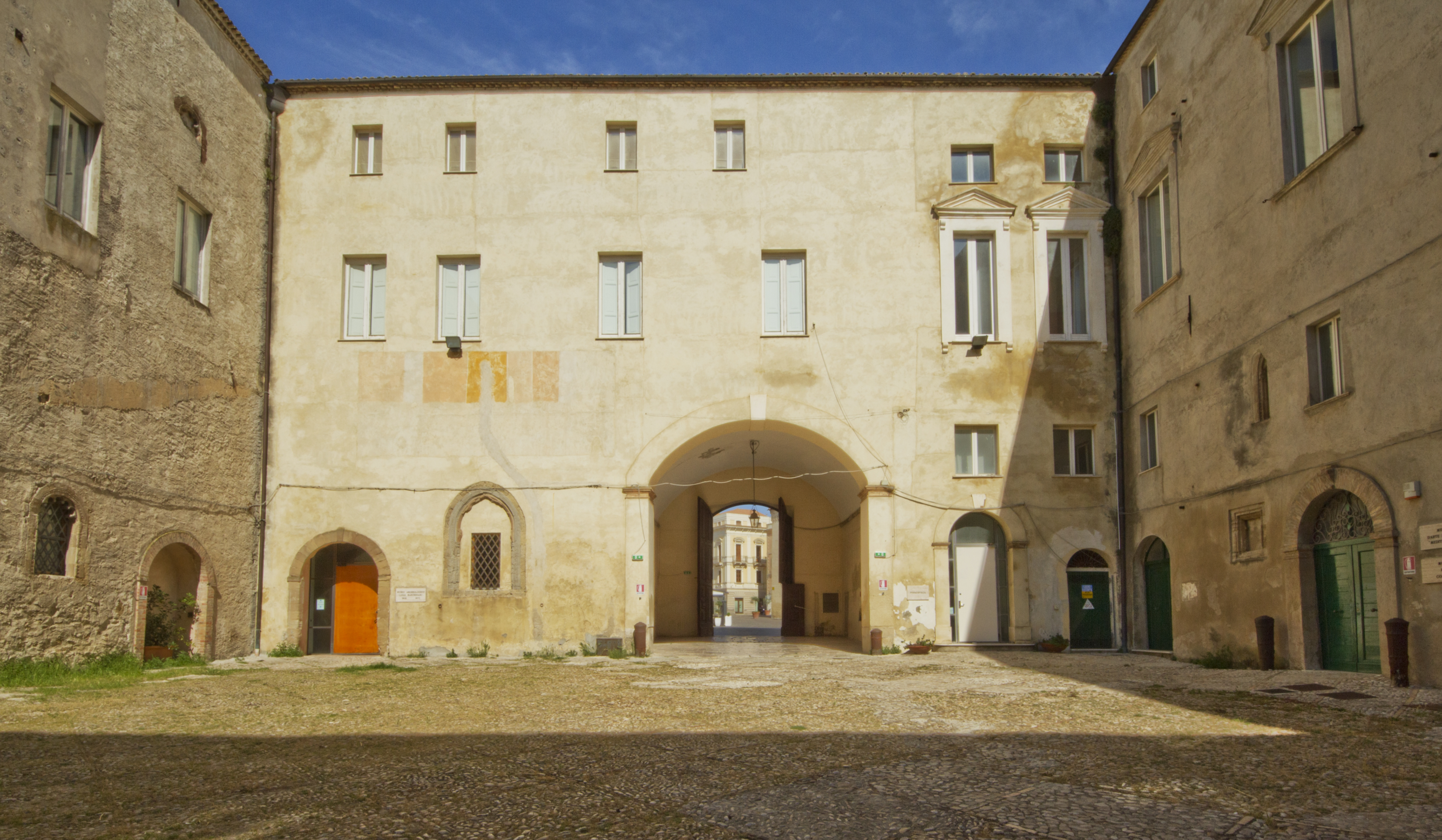
Il cortile interno
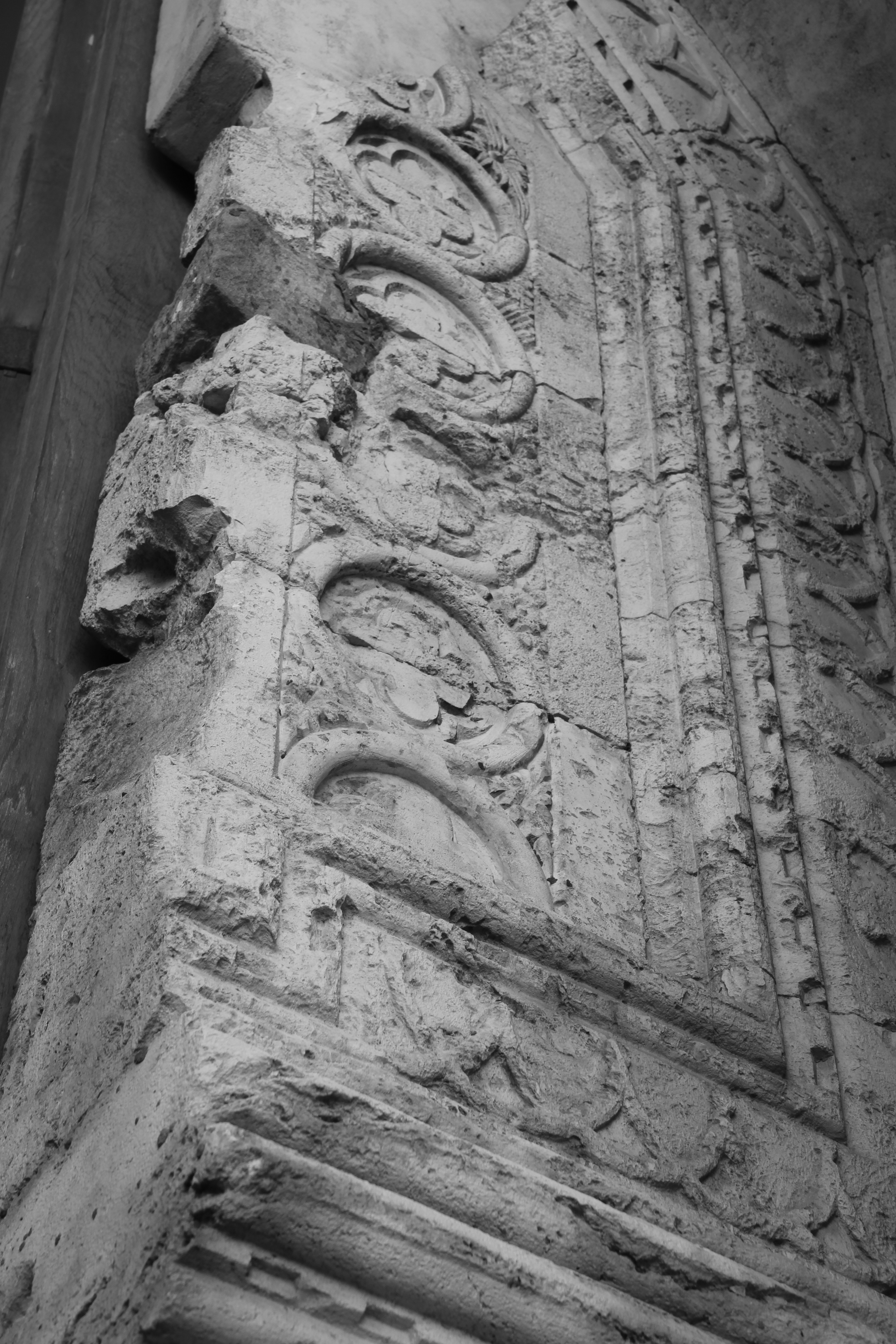
Frammento di arco
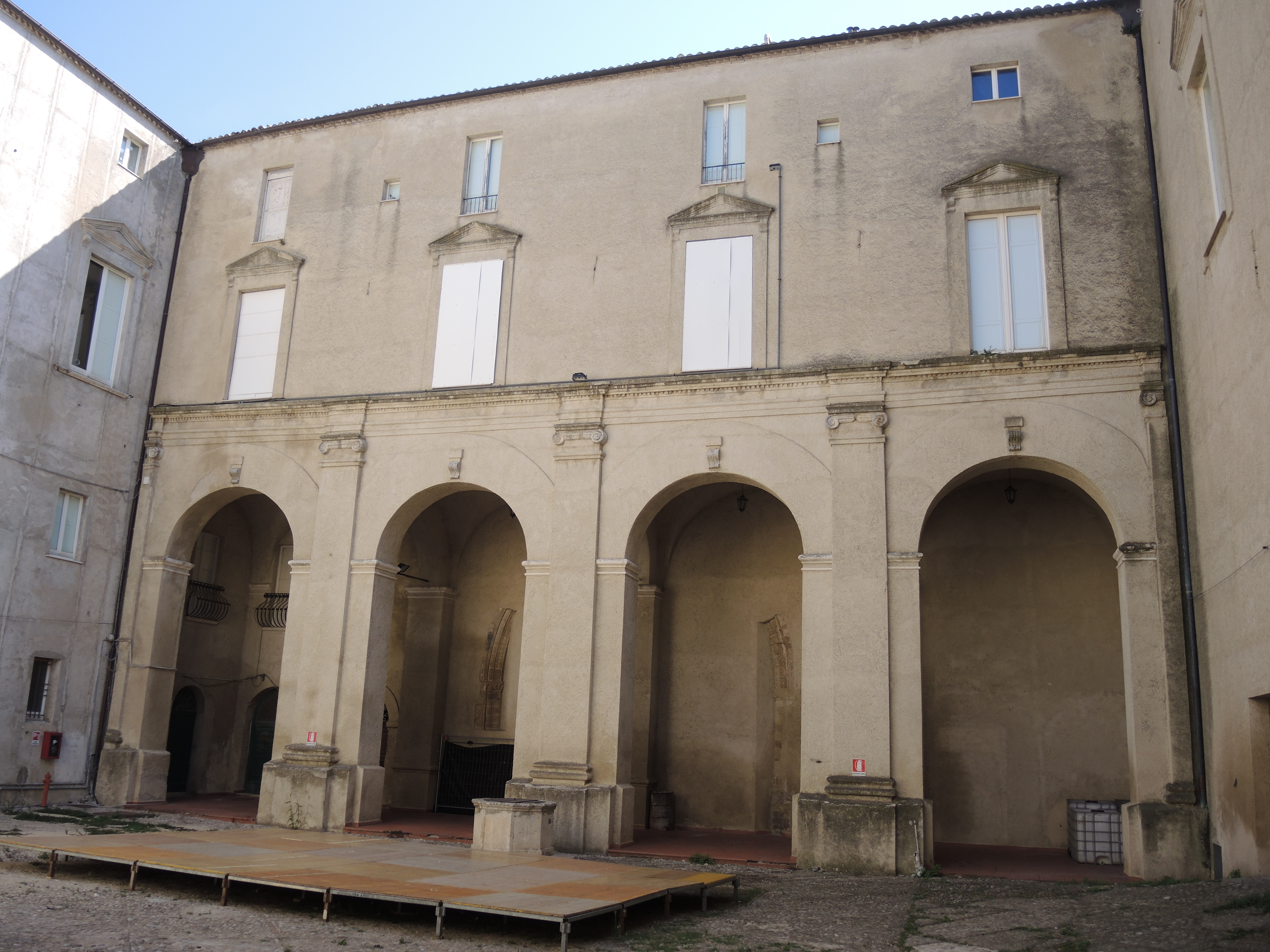
Portico

Il portone principale, sormontato dallo stemma dei d'Avalos, immette in un androne voltato che a sua volta immette nel cortile. Il cortile è di forma rettangolare. Sulla parete di fondo vi è un portico con quattro arcate a tutto sesto poggianti su pilastri quadrati con paraste ioniche. L'intonaco è a sbruffo frutto dei primi restauri. Sulla parete di fondo del portico è riemerso un arco a tutto sesto gotico che, forse immetteva in una loggia che dava sul mare o più verosimilmente su di una cappella come vuole fare intendere un oculo posto sulla parete esterna. Al centro del portico vi è un pozzo, mentre sotto il portico stesso vi è una cisterna. La pavimentazione del portico è a ciottoli e rifacimenti in mattoni. Le finestre sul cortile sono simili a quelle esterne escludendo la facciata principale, la più antica. Forse il loggiato era anticamente sormontato da una terrazza, poi fu sopraelevato. Al livello del pian terreno e del mezzanino vi sono alcune finestrelle gotiche della costruzione originaria. Il salone sito al primo piano immetteva sul cortile con tre archi a tutto sesto di cui rimangono dei resti di muratura nonostante le coperture d'intonaco dei restauri.

### Il giardino alla napoletana

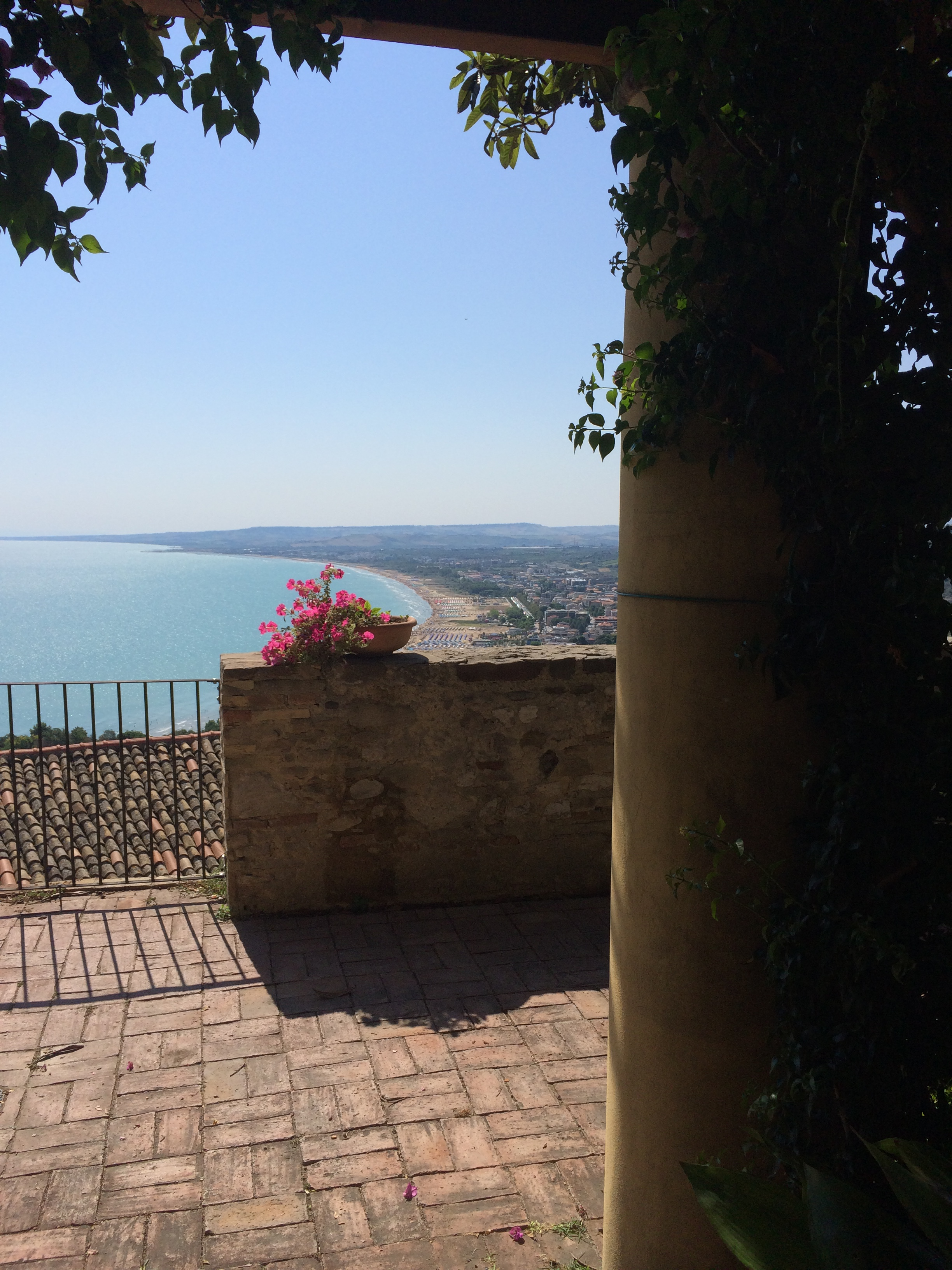
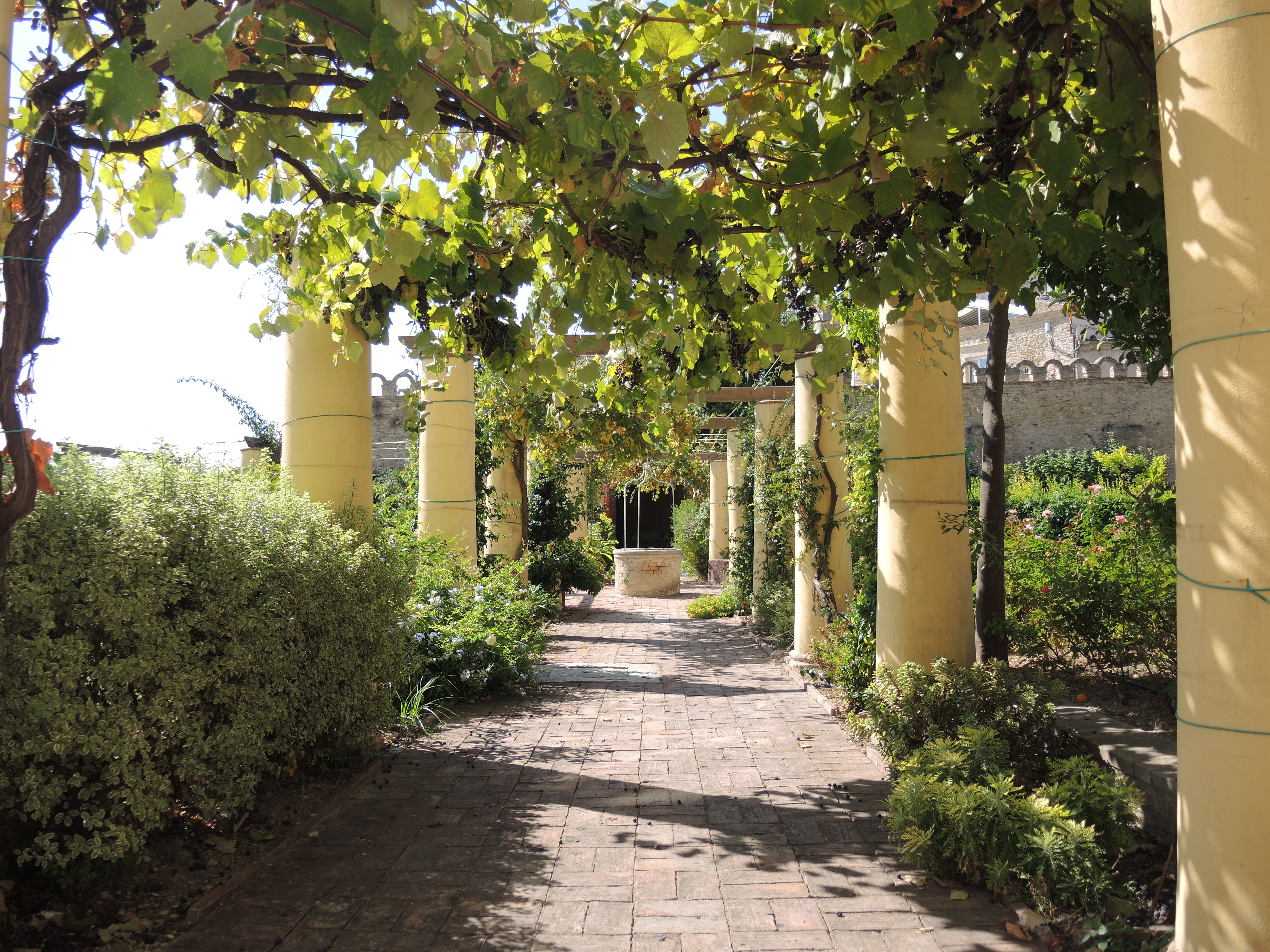
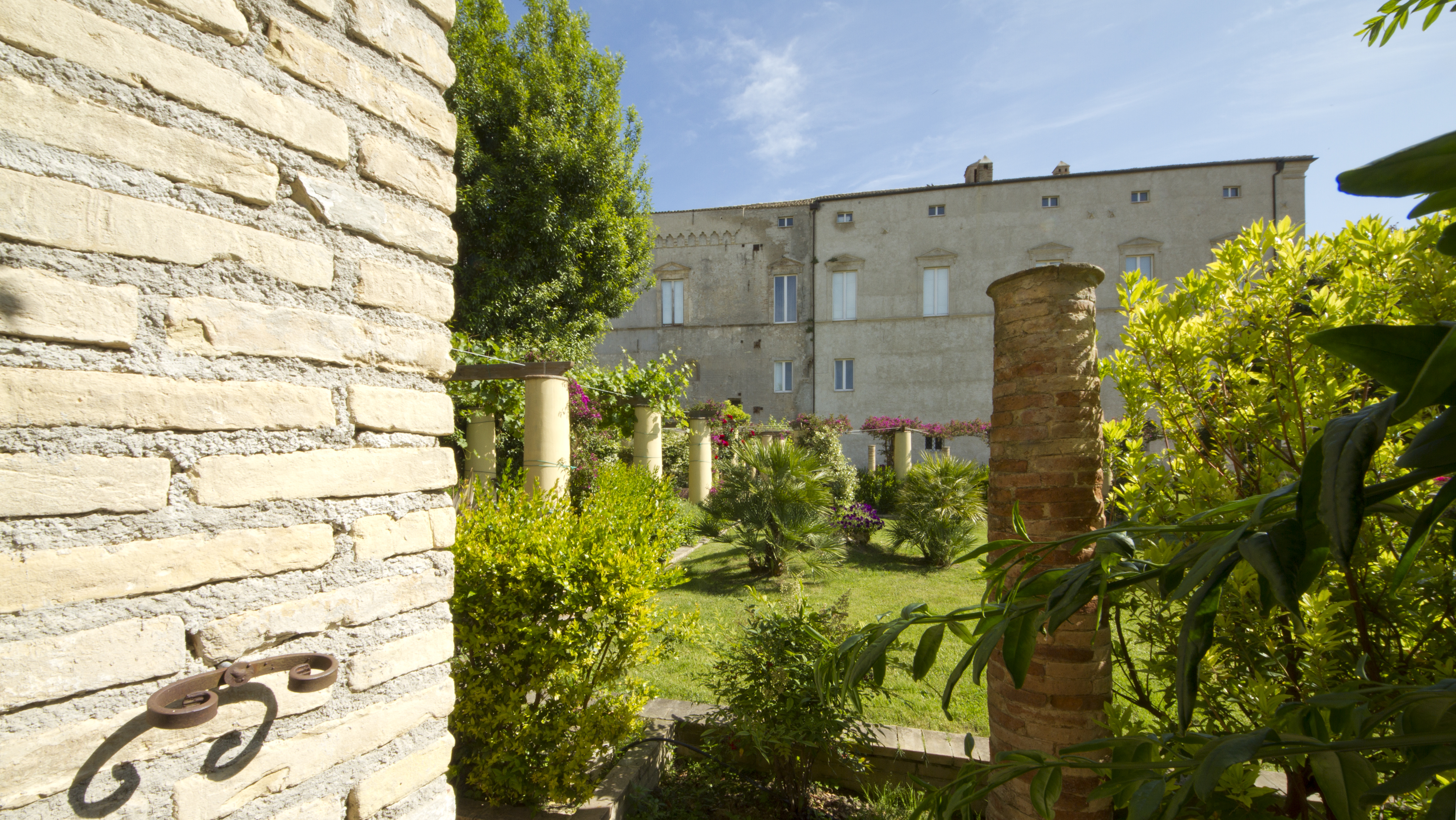
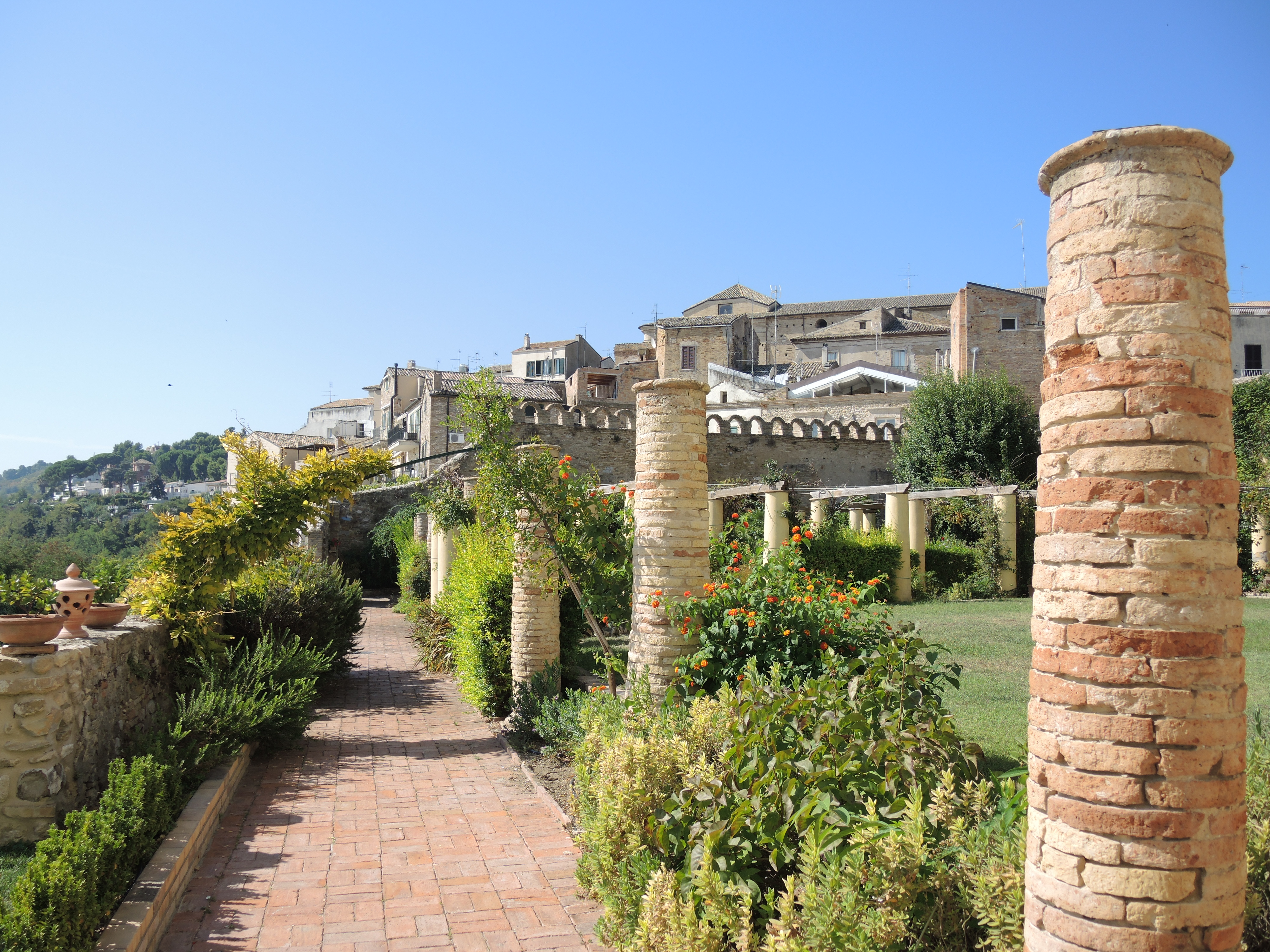
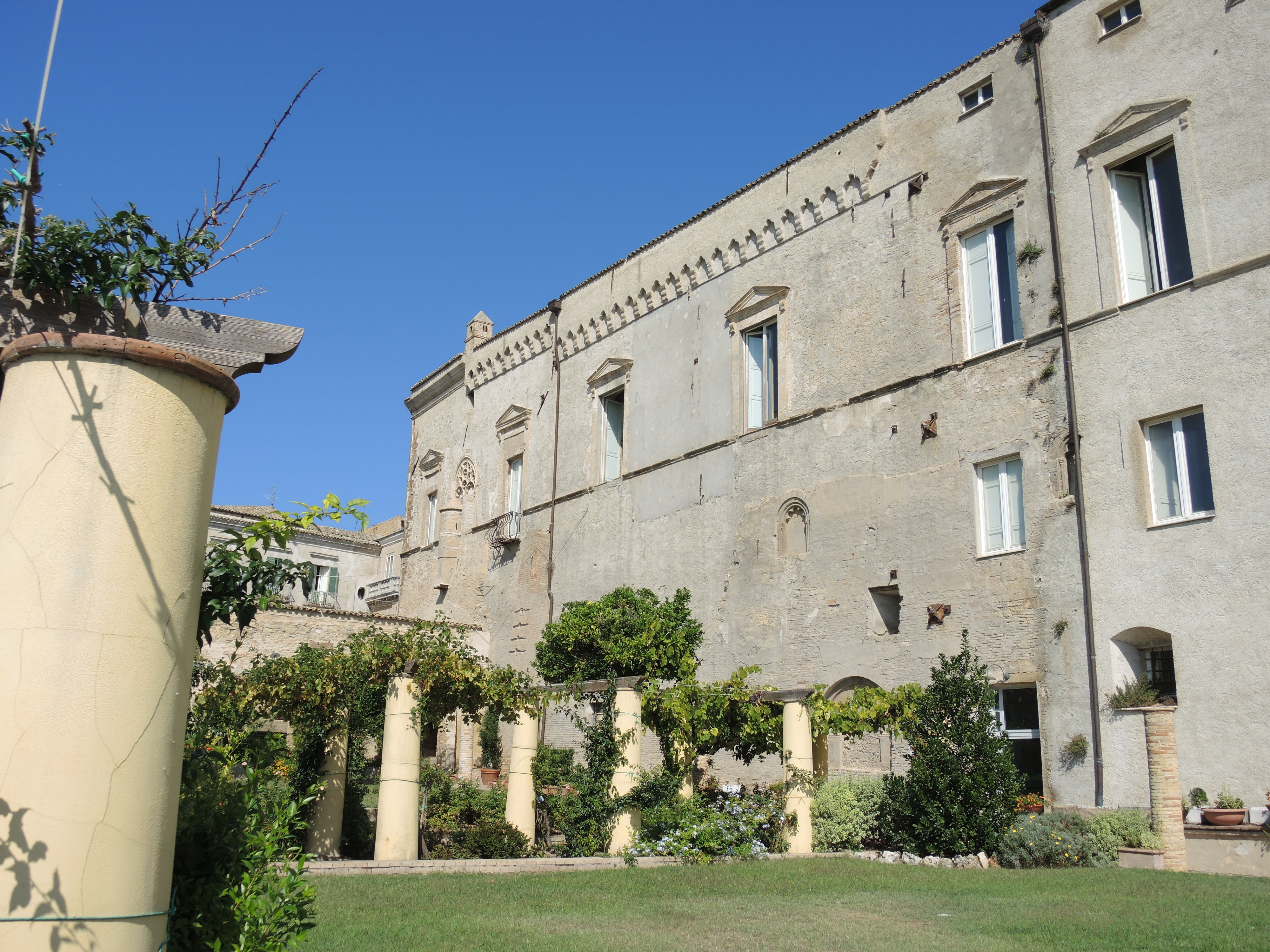

Un passaggio posto alla destra del cortile fa scendere tramite un androne nel giardino murato del tipo hortus conclusus. Anticamente era suddiviso in quattro settori mediante vialetti perpendicolari coperti da un pergolato sorretto da colonne in muratura. Al centro si trova un pozzo fra quattro panchine rivestite da maioliche. Anticamente ivi esisteva un padiglione  sostenuto da colonne e delle fontane decorative con dei giochi d'acqua di cui una di queste due era posta in un ambiente sito sulla destra coperto da una volta con una piccola abside e due piccole nicchie laterali anticamente ricoperte di madreperle e conchiglie il tutto a formare un ninfeo. Sulla parete di fondo vi sono vari frammenti architettonici, lapidi e frammenti di spoglio di epoca antica originari del luogo. Il giardino continua con il giardinetto, una sorta di terrazza panoramica con vista sul mare cintato da un muretto con archetti a tutto sesto che imitano una merlatura. Il giardino è stato recentemente restaurato. Il restauro è stato suddiviso in tre fasi: la 1ª comprendeva il valore storico del giardino e sull'identificazione del disegno del giardino, la 2ª comprendeva la scelta delle piante e pianificazione sul modo di disporre la flora, poi sono stati ripuliti e consolidati i vialetti, così è stato possibile riportare alla luce le parti mancanti del vialone centrale. I restauri sono iniziati nel 1997 e terminati entro la fine dell'anno stesso.

### L'interno
- Il pian terreno.

Nei locali del teatro interno e dei locali adiacenti è allestito il Museo archeologico. Gli ambienti sono ricoperti da volta a botte, a crociera o a padiglione. Sulle pareti sono posti degli elementi della costruzione originaria. Sulla sala centrale sul lato del mare si possono notare le varie trasformazioni succedutesi nel corso del tempo, in alto, sulla parete delle finestre si notano un frammento di cornice gotica e nell'angolo opposto il tratto di fondo di una cornice a chiocciola scavata sulla parete del palazzo.
- Il primo piano.

Usciti verso il cortile, si sale al piano superiore tramite uno scalone edificato da Cesare Michelangelo d'Avalos. Sul pianerottolo a sinistra vi è un portale forse della fabbrica originaria che immette negli appartamenti settentrionali. I battenti paiono essere del XVII secolo. Le sale del lato nord sono ancora da restaurare, mentre sono state già restaurate le sale sul lato orientale e meridionale dove vi è la Pinacoteca. Il salone di rappresentanza si affaccia sulla piazza maestra scorporato nel secolo scorso in più sale minori ed attualmente riportato alle dimensioni originari. In una sala adiacente si può notare il vano di un antico gabinetto.  Alcune stanze sono state riportate alle forme originarie. Il camerino dorato è rimasto intatto. La volta è a botte con delle lunette decorata con stucchi semplici e pitture di stampo rinascimentale che raffigurano le glorie della famiglia d'Avalos. Due quadri affrescati hanno per soggetto temi sacri. La cappella ha il soffitto con spicchi ottagonali ridipinta recentemente. Nella stanza detta la "galleria" vi è un camino con una mostra barocca con delle sinuosità in stile tardo gotico. Nell'ala nord vi è il Museo del Costume Antico.

#### I Musei

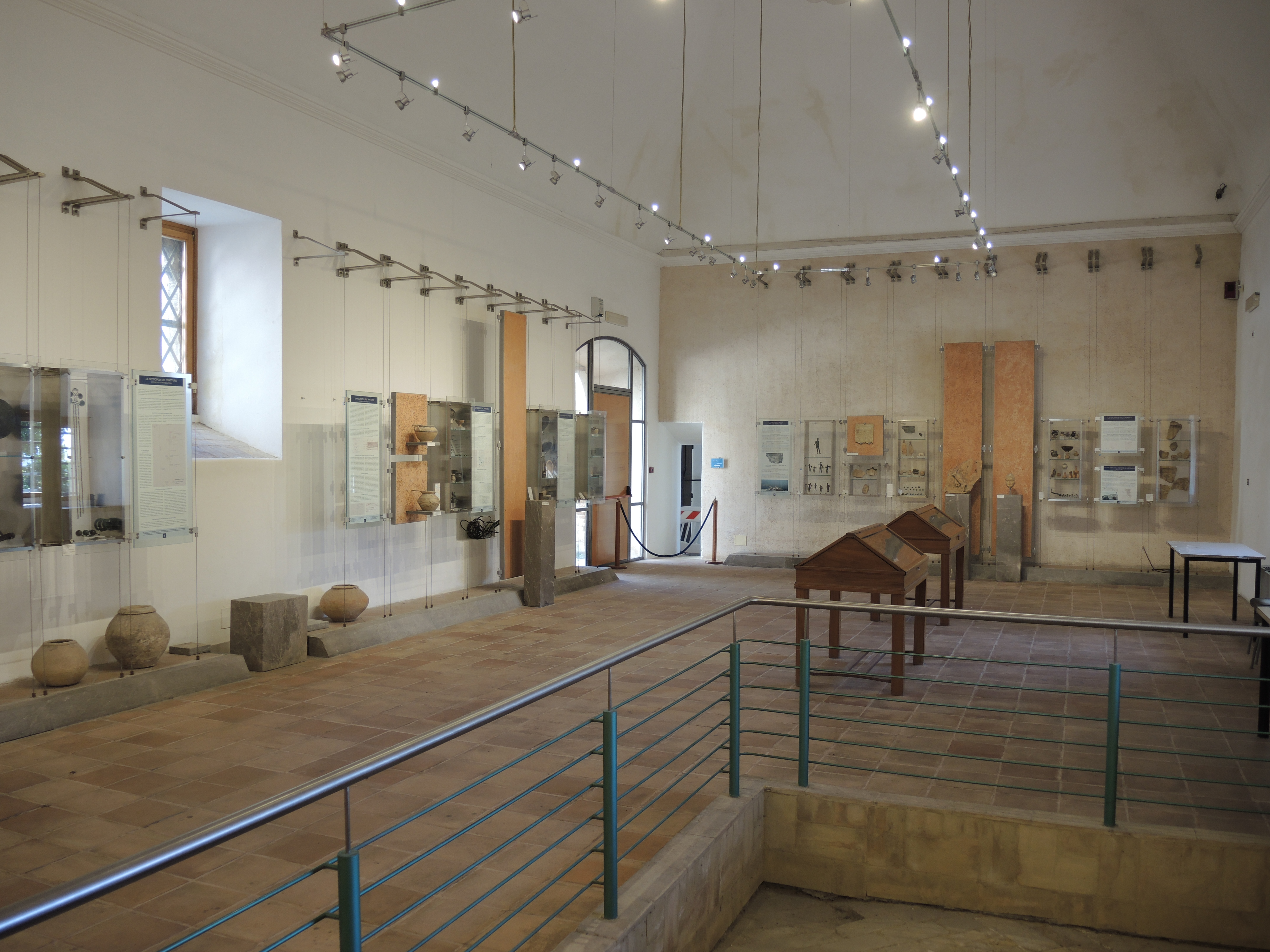
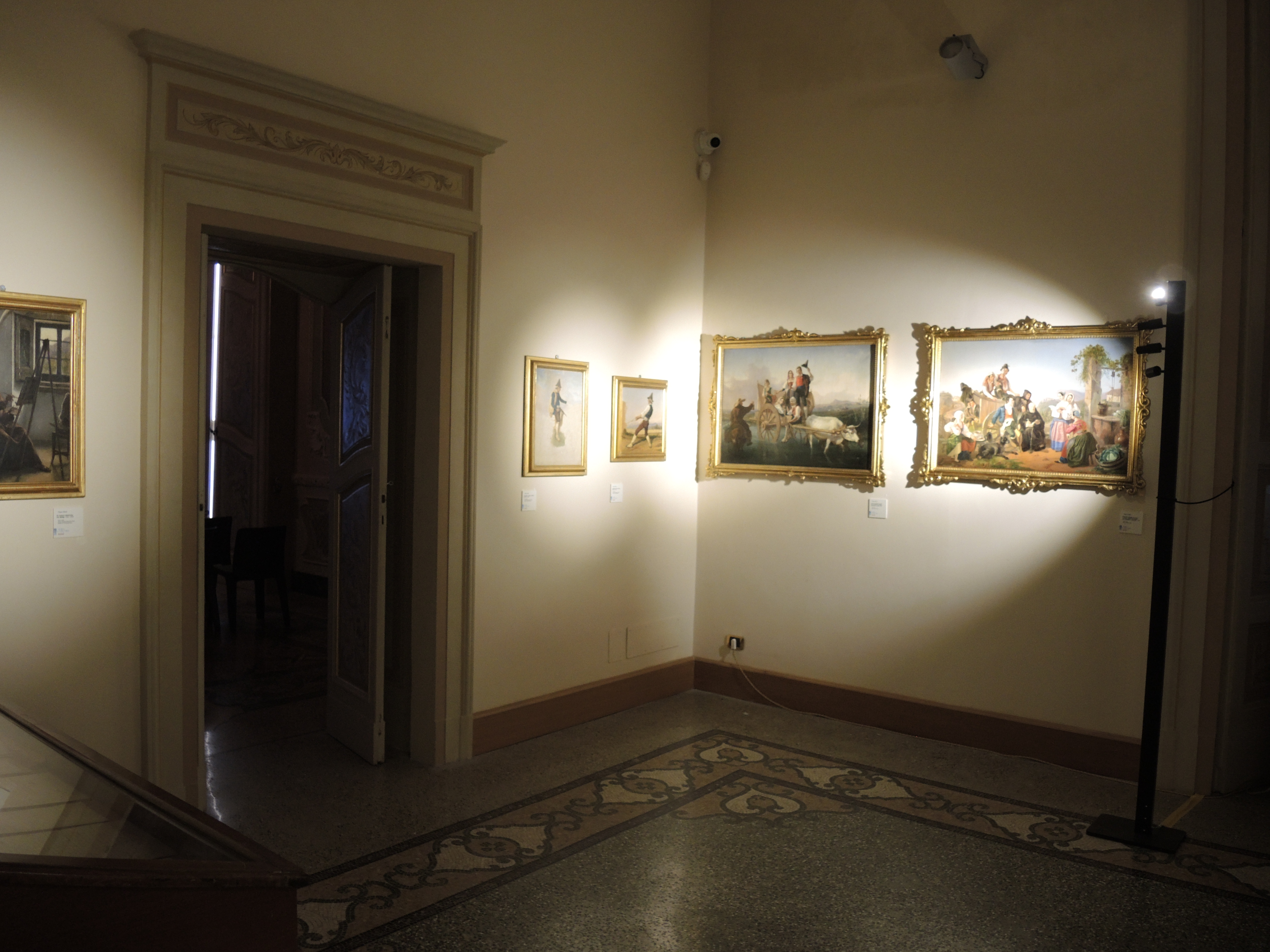
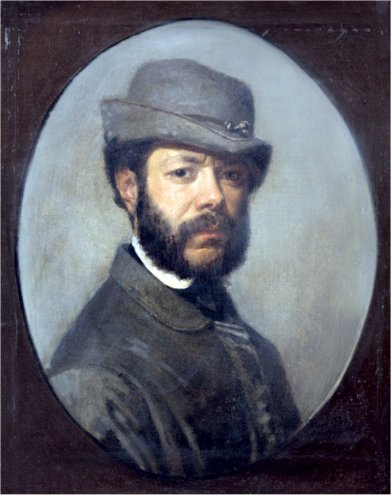
Filippo Palizzi, Autoritratto, 1860 ca.
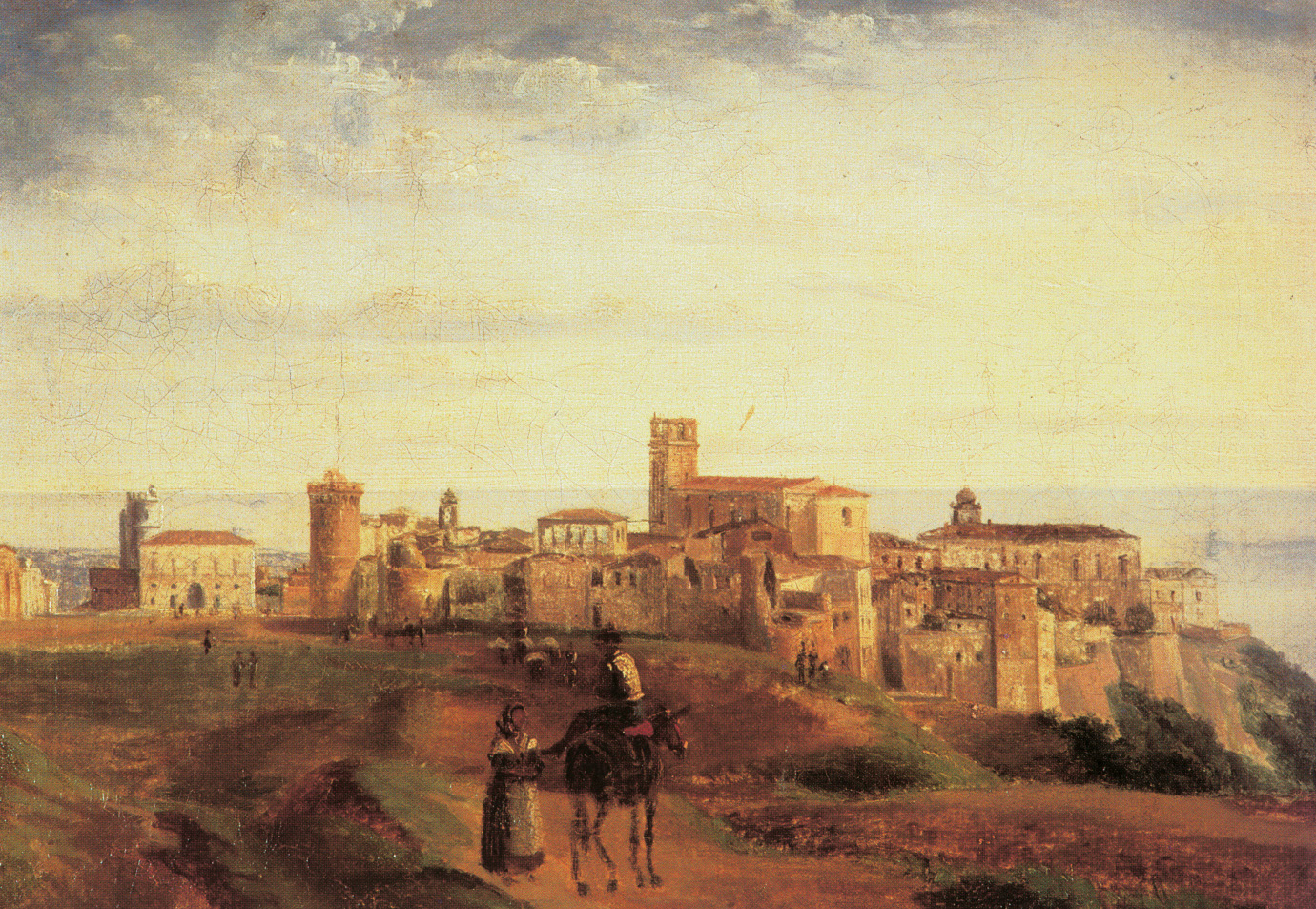
Gabriele Smargiassi, Veduta di Vasto, 1831

- Il museo archeologico. Originariamente si trovava nel palazzo comunale, spostato nel 1859 in un salone dell'ex convento di San Francesco. Fu chiuso e smantellato nel 1956 e riallestito nella sede attuale nel 1989-1998. I reperti esposti, provenienti dalla provincia di Chieti spaziano da un'epoca che va dal IX secolo a.C. all'alto medioevo. Il percorso museale è così strutturato:[6]
  - Sala 1 – Vasto e il suo territorio fra età del ferro e I secolo a.C.[6]
  - Sala 2 – Lo sviluppo del municipium romano di Histonium.[6]
  - Sala 3 – La grande città d'età imperiale.[6]
  - Sala 4 – Le necropoli della città romana.[6]
  - Sala 5 – La città fra tarda antichità e alto medioevo.[6]
- Il museo del costume antico. È stato aperto nel 1995. Il percorso museale è così strutturato:[7]
  - Sala 1 – Il costume di una merlettaia seduta al tombolo.[7]
  - Sala 2 – Vi sono tre costumi ottocenteschi di un uomo, di una donna e di un bambino.[7]
  - Sala 3 – Vi sono dei vestiti di famiglie nobili di Vasto.[7]
  - Sala 4 – Vi sono della biancheria intima, un completo di coperta e lenzuolo con merletti ed accessori per bambini.[7]
  - Sala 5 – Vi sono una portantina dei d'Avalos, dei capi appartenuti a Gilda Giacomucci, un baule, due parasole d'epoca ed una vetrina con dei pupazzi con costumi basati da stampe popolari.[7]
- La Pinacoteca. È stato ideato verso la metà del XIX secolo da Filippo Palizzi insieme all'allora sindaco di Vasto. È stata aperta una prima volta nel 1849 per poi essere riaperta di nuovo nel 1999. Tra le opere esposte vi sono quadri dell'Ottocento.[8]